# Félix Tisserand

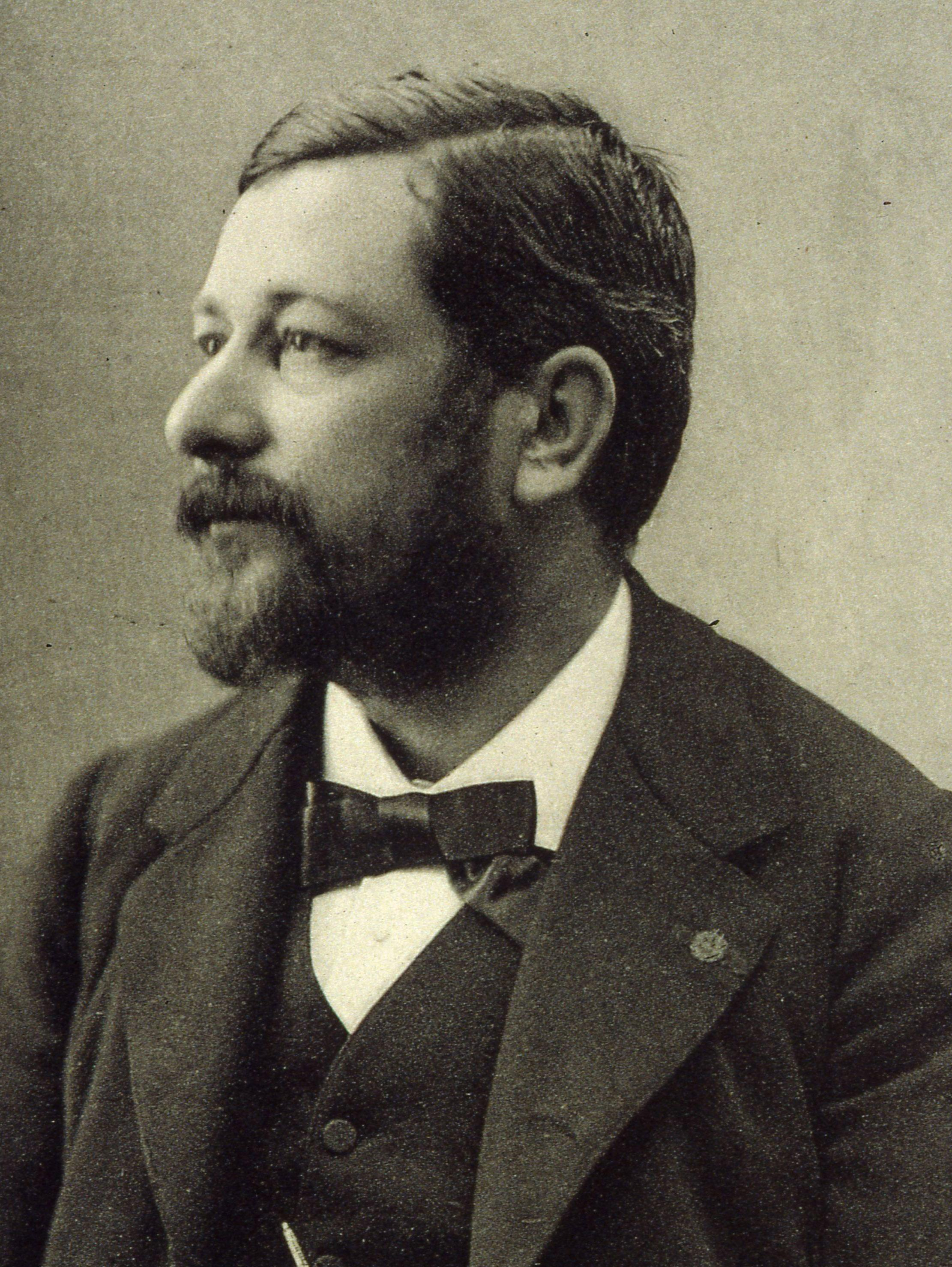
Porträt von Félix Tisserand

François Félix Tisserand (* 13. Januar 1845 in Nuits-Saint-Georges; † 20. Oktober 1896 in Paris) war ein französischer Astronom.

## Leben
Tisserand studierte an der École normale supérieure Mathematik und Physik. Er wurde 1866 an der Pariser Sternwarte als Adjunkt angestellt und kam 1873 als Direktor der Sternwarte nach Toulouse, wo er auch Professor wurde. 1878 wurde er zum Mitglied der Pariser Akademie der Wissenschaften (Académie des sciences) ernannt. 1883 wurde er der Nachfolger von Victor Puiseux auf dem Lehrstuhl für Himmelsmechanik an der Sorbonne in Paris. 1884 wurde er zum korrespondierenden Mitglied der Göttinger Akademie der Wissenschaften gewählt. 1892 übernahm er die Leitung der Pariser Sternwarte. Dort leitete er unter anderem das Projekt Carte du Ciel im Zuge dessen der gesamte Himmel photographisch kartiert werden sollte. Gleichzeitig initiierte er einen Photoatlas des Mondes, den Atlas photographique de la lune. Dieser wurde erst im Zuge der Mondlandungen als astronomisches Nachschlagewerk abgelöst.
1893 wurde Tisserand in die National Academy of Sciences und 1894 in die Königlich Niederländische Akademie der Wissenschaften gewählt. Von 1893 bis 1895 war er Präsident der Société astronomique de France.

## Wirkung
Als Anerkennung wurde der Mondkrater Tisserand sowie der Asteroid (3663) Tisserand nach ihm benannt. Kurz vor seinem Tod entwickelte er ein Kriterium zur Überprüfung von Kometenbahnen, das Tisserandkriterium. Ihm zu Ehren wurde in seinem Geburtsort 1899 ein Denkmal enthüllt.

## Schriften
- Traité de mécanique céleste, 4 Bände, 1860
- Thèses présentées à la Faculté des sciences de Paris, 1868
- Sur l'étoile double 70 p Ophiuchus, 1876
- Recueil complémentaire d'exercices sur le calcul infinitésimal, 1877
- Mémoire sur les déplacements séculaires du plan de l'orbite du huitième satellite de Saturne, 1877
- Discours prononcé au nom de l'Observatoire national de Paris, 1883
- Leçons de cosmographie, mit Henri Andoyer, 1895